# Атанасов, Груди
Груди Димитров Атанасов (Цвятко) (30 апреля 1909, Светлен, Третье Болгарское царство — 1990, София, Болгария) — болгарский политический деятель, дипломат, член ЦК БКП, участник движения сопротивления во время Второй Мировой войны, партизан, педагог. Герой Народной Республики Болгария (1989). Почётный гражданин г. Попово.

## Биография
Родился в бедной крестьянской семье. В 1923—1929 годах во время учёбы в гимназии участвовал в деятельности марксистского кружка, с 1928 года — член Болгарского коммунистического Союза молодёжи. В 1931 году вступил в БКП, окончил педагогический институт в Шумене. Позже учительствовал.
В 1933 году был арестован и осуждён на 5 лет заключения. В 1937 году вышел на свободу. В 1937—1938 годах — секретарь окружкома БКП в Шумене. В 1938 году перешёл на нелегальное положение. За революционную деятельность заочно был приговорён к 7,5 годам тюремного заключения.
В  1937—1938 и 1942—1941 годах работал секретарём Областного комитета БРП в г.  Шумен. Участник партизанского движения в годы Второй Мировой войны. один из руководителей партизанского движения.  Был командиром 9-й Шуменской повстанческой оперативной зоны в составе Народно-освободительной повстанческой армии Болгарии.
В 1944 году по Закону о защите государства был заочно приговорён к смертной казни.
После прихода к власти в Болгарии коммунистов — на партработе. В 1949—1950 годах — председатель Центральной контрольной комиссии при ЦК БРП, в 1948-1949 годах — заместитель министра народного просвещения, в 1951—1957 годах — председатель Главного управления трудовых резервов и заместитель министра культуры Болгарии.
Между 1973 и 1976 годами был заместителем председателя Народното събрание Болгарии. В 1943—1950 и 1958—1976 годах — член ЦК БКП.
В 1967—1972 годах работал заместителем председателя Национальнаго совета Отечественного фронта Болгарии
Позже на дипломатической работе. В 1957—1959 годах — посол Болгарии в Албании, в 1959—1967 годах — посол в Югославии.
С 1972 до 1973 года — председатель Национального комитета защиты мира.
Автор мемуаров „По избрания път“, Спомени, Партиздат, С., 1986 г. С 1976 года — на пенсии.